# Badger Township (Iowa)
Badger Township est un township du comté de Webster en Iowa, aux États-Unis,.
Il est nommé en référence au blaireau, en anglais : badger : au début des années 1850, un groupe de soldats stationné au sud de Fort Dodge traverse une rivière, avec leurs chiens, lorsqu'ils tombent sur un blaireau. Ils ordonnent à leurs chiens d'attaquer l'étrange créature, la tuent et la ramènent au fort. Cet incident donne le nom à la rivière.

## Source de la traduction
- (en) Cet article est partiellement ou en totalité issu de l’article de Wikipédia en anglais intitulé « Badger Township, Webster County, Iowa » (voir la liste des auteurs).